# Episodi di Dora l'esploratrice
Questo è una lista degli episodi di Dora l'esploratrice.
Dora l'esploratrice è un cartone della Nickelodeon. Questi sono gli episodi della serie TV.
- 1x01 La leggenda del Grande Pollo
- 1x02 Perso e ritrovato
- 1x03 Un fischio per due
- 1x04 Il rumore misterioso
- 1x05 Alla ricerca del gelato
- 1x06 I tre piccoli maialini
- 1x07 L'Isola del Tesoro
- 1x08 Spiagge
- 1x09 Il fiume e lo stivale
- 1x10 Alla ricerca dei mirtilli
- 1x11 Il libro dei desideri
- 1x12 Il cestino per la nonna
- 1x13 Il Compleanno Di Boots
- 1x14 Il nastro adesivo
- 1x15 La palla pazza
- 1x16 Arriva lo zainetto
- 1x17 Pesce Fuor d'acqua
- 1x18 Mamma insetto
- 1x19 Stella stellina
- 1x20 Dora salva il Principe
- 1x21 La storia di El Coqui
- 1x22 L'albero di cioccolato
- 1x23 I Love You
- 1x24 Il flauto di Pablo
- 1x25 La Festa sull'albero
- 1x26 Signor Indovina Indovinello
- 2x01 La grande nuvola temporalesca
- 2x02 Vai Tico vai!
- 2x03 Il bastone magico
- 2x04 Il pezzo mancante
- 2x05 Cerchiamo l'orsetto
- 2x06 Rojo, il camion dei pompieri
- 2x07 La mappa perduta
- 2x08 La festa della mamma
- 2x09 La squadra dei giocatori d'oro
- 2x10 Un regalo per Babbo Natale
- 2x11 Dottoressa Dora
- 2x12 Al capannone di Benny
- 2x13 Leon star del Circo
- 2x14 Il festival della grande pianta
- 2x15 Rendiamo felice il vecchio troll
- 2x16 Una lettera per Swiper
- 2x17 Super Mappa!
- 2x18 Al castello
- 2x19 La scatola della musica
- 2x20 Nascondino
- 2x21 Click
- 2x22 Caccia alle uova
- 2x23 Dora e Boots super spie
- 2x24 Mimo il criceto
- 2x25 Di chi è il compleanno?
- 2x26 Qua, qua!
- 3x01 Dora aveva un agnellino
- 3x02 Camion bloccato
- 3x03 Più forte
- 3x04 Roberto il Robot
- 3x05 La bacchetta magica
- 3x06 Viaggio al Pianeta Viola
- 3x07 La Città delle Cose Perse
- 3x08 Ti presento Diego
- 3x09 Liberate i cagnolini
- 3x10 Please
- 3x11 Il piccolo Dino
- 3x12 Una giornata speciale  per Boots
- 3x13 Al Polo Sud
- 3x14 Dora salva la partita
- 3x15 Buu!
- 3x16 Cosa succede dopo?
- 3x17 Chi salviamo prima?
- 3x18 Il tenero dinosauro di Boots
- 3x19 Il party super sciocco
- 3x20 La macchina aggiusta oggetti
- 3x21 Boots il battitore
- 3x22 Migliori amici
- 3x23 L'ABC degli animali
- 3x24 Da grandi
- 3x25 Dora e la recita dei Pirati (prima parte)
- 3x26 Dora e la recita dei Pirati (seconda parte)

- 4x01 L'acchiappa stelle
- 4x02 La prima gita di Dora
- 4x03 La montagna delle stelle
- 4x04 Super Spie
- 4x05 The Music Teacher
- 4x06 La festa di Daisy
- 4x07 Salviamo Diego
- 4x08 Il ruggito di Baby Giaguaro
- 4x09 Una corona per il Re John The Fool
- 4x10 Dora ha un cagnolino
- 4x11 La sorella maggiore
- 4x12 Boots all'avventura
- 4x13 Super Bambini
- 4×14 Siamo una squadra
- 4x15 Le quattro stagioni
- 4x16 L'arcobaleno timido
- 4x17 Il piccolo granchio
- 4x18 Un aiuto inaspettato
- 4x19 I fratellini di Dora
- 4x20 Dora e Diego salvano Boots
- 4x21 Dora e il mondo delle Favole (prima parte)
- 4x22 Dora e il mondo delle Favole (seconda parte)
- 4x23 Dora e la danza magica (prima parte)
- 4×24 Dora e la danza magica (seconda parte)
- 4×25 Dora giramondo (prima parte)
- 4×26 Dora giramondo (seconda parte)
- 5x01 Dora e la scatola di Jack
- 5x02 Abbaia, abbaia fino al parco giochi
- 5x03 Dora salva il Giorno dei Tre Re
- 5x04 I fiori unicorno di Isa
- 5x05 La grande corsa di Benny
- 5x06 Primo giorno di scuola
- 5x07 La parata degli zainetti
- 5x08 Boots salterino
- 5x09 L'avventura Maya
- 5x10 Dora salva i tre porcellini
- 5x11 Lo spettacolo di magia del Grande Pollo Rosso
- 5x12 Il tesoro di Benny
- 5x13 L'avventura da sogno dei Super Bambini
- 5x14 I desideri di compleanno
- 5x15 caccia al tesoro dei pirati
- 5x16 La macchina dei desideri
- 5x17 Dora salva le sirene (prima parte)
- 5x18 Dora salva le sirene (seconda parte)
- 5x19 Dora salva la principessa delle nevi (prima parte)
- 5x20 Dora salva la principessa delle nevi (seconda parte)
- 5x21 Dora salva il regno di cristallo (prima parte)
- 5x22 Dora salva il regno di cristallo (seconda parte)
- 5x23 L'avventura del Natale di Dora (prima parte)
- 5×24 L'avventura del Natale di Dora  (seconda parte)
- 5×25 La grande avventura per il compleanno di Dora (prima parte)
- 5×26 La grande avventura per il compleanno di Dora (seconda parte)
- 6x01 Tra le stelle con Pegaso
- 6x02  Buon compleanno, super bimbi!
- 6x03 Tutti dal barbiere!
- 6x04 Il piccolo Winky torna a casa
- 6x05 Il vecchio Troll si sposa
- 6x06 La parata di Hellown
- 6x07 Vacationes!
- 6x08 La bacchetta magica del grande Pollo Rosso
- 6x09 Dora nel paese dei Troll
- 6x10 Lo spettacolo di danza di Dora
- 6x11 Una bici da grande per Boots
- 6x12 Il primo giorno di scuola di Pepe
- 6x13 Dora e il Re Unicorn
- 6x14 Dora e il segreto di Atlantide
- 6x15 Dora salva il Re Unicorn (prima parte)
- 6x16 Dora salva il Re Unicorn (seconda parte)
- 6x17 La grande avventura cavalleresca di Dora (prima parte)
- 6x18 La grande avventura cavalleresca di Dora (seconda parte)
- 6x19 Dora e Boots cavalieri
- 6x20 Gli oggetti preferiti di Swiper

- 7x01 L'avventura di Pasqua di Dora
- 7x02 Una coccarda per Pinto
- 7x03 Benny il naufrago
- 7x04 Happy father's day!
- 7x05 Dora fantastica ginnasta
- 7x06 L'avventura di Dora al chiaro di Luna
- 7x07 La grande sorpresa di Puppy
- 7x08 La parata del giorno di ringraziamento
- 7x09 La visita di controllo
- 7x10 Mappetta
- 7x11 Il grande concerto del piccolo Bongo
- 7x12 La fiera scolastica della scienza
- 7x13 L'avventura di Dora nel regno delle sirene
- 7x14 Let's paint!
- 7x15 Dora Rockstar
- 7x16 Il ballo delle farfalle
- 7x17 La grande avventura di Dora e Diego all'incredibile circo degli animali
- 7x18 Dora nel Paese delle Meraviglie (prima parte)
- 7x19 Dora nel Paese delle Meraviglie (seconda parte)
- 7x20 Gli esploratori di libri
- 8x1 Lo spettacolo sul ghiaccio di Dora
- 8x2 La grande avventura di Dora sui pattini
- 8x3 La super-partita di calcio di Dora
- 8x4 La notte magica di Dora
- 8x5 Dora salva il Mondo delle Favole
- 8x6 Il treno delle forme
- 8x7 Dora e Puppy salvano Boots
- 8x8 Dora e Boots aiutano l'orsetta a trovare il letargo di mamma orsa e dell'orsetto
- 8x9 Buon compleanno, Green!
- 8x10 Let's play the music!
- 8x11 Dora e Boots ripara-favole
- 8x12 Dora, Boots, Diego e i Little Animals dell'Albero Episcopale
- 8x13 Dora e l'orsetta dormigliona
- 8x14 Andiamo alla scuola di musica
- 8x15 Dora e Boots aiutano la fata madrina
- 8x16 Dora e Diego al tempo dei dinosauri
- 8x17 Sulle montagne russe
- 8x18 Lo spettacolo di Dora nella foresta pluviale
- 8x19 La cavalcata di Dora e Lampo
- 8x20 Gattini con i guantini
- 8x21 I cuccioli e il bagnetto

## Altri special-movies
- Dora giramondo
- Dora e la danza dei desideri
- L'avventura cavalleresca di Dora
- Dora salva il Regno del Cristallo
- Dora salva il Mondo delle Favole